# Peter Madruter
Peter Madruter (* 27. Januar 1801 in Puch; † 29. Oktober 1858 in Elbling) war ein österreichischer Realitätenbesitzer und Politiker.

## Leben
Madruter war der Sohn des Landwirts in Puch Jakob Madruter und dessen Ehefrau Katharina geborene Linder. Er war evangelisch  A.B.und heiratete Ursula Schretter. Aus der Ehe gingen eine Tochter und mindestens ein Sohn hervor.
Er lebte als Landwirt und Realitätenbesitzer und war Besitzer der Thoman-Hube in Albern bei Moosburg, Bez. Feldkirchen. 1846 übergab er den Besitz an seinen gleichnamigen Sohn.
Vom 17. Juli 1848 bis zum 4. März 1849 war er Abgeordneter im Provisorischen Kärntner Landtag.